# ネイキッド (映像制作会社)
株式会社ネイキッド（英: NAKED, INC.）は、日本のクリエイティブカンパニー。東京都渋谷区に本社を構え、広告代理店としての機能も併せ持ち、映像制作、空間演出、インスタレーション、プロジェクションマッピング、体験型アート、フード演出など、多岐にわたる分野で事業を展開している。
1997年（平成9年）10月に、俳優・映像作家として活動していた村松亮太郎により設立。映画制作会社としてスタートしたが、現在ではプロジェクションマッピング、インタラクティブアート、地域創生型イベントなど人々の「体験」を軸とした多角的なクリエイティブを手がける企業へと進化している。
近年では、視覚・聴覚に加え、味覚・嗅覚・触覚といった五感すべてに訴えかける演出を取り入れた「食×アート」分野にも注力。体験型レストラン「TREE by NAKED」京都駅「NIWA」や、イベントでのフードプロデュースなど、フードとデジタルを融合した新たな体験価値の創出も行っている。

## 事業内容
映画/ 3Dプロジェクションマッピング/ テレビドラマタイトルバック/ ミュージッククリップ/ CG/ テレビCM/ イベント企画・演出/空間演出などの企画・制作等を行っている。
代表事例に、東京駅丸の内駅舎の3Dプロジェクションマッピング「TOKYO HIKARI VISION」、新江ノ島水族館「ナイトアクアリウム」、東京タワー「TOKYO TOWER CITY LIGHT FANTASIA」、
山下達郎「クリスマス・イブ」ショートフィルム＆ミュージッククリップ、NHK大河ドラマ「軍師官兵衛」タイトルバック、「FLOWERS BY NAKED」など。
2010年代に入ってから、インスタレーション制作で注目されることが多くなってきている。
主な期間展示
- MEGA CANVAS (大阪・EXPO2025 2025年6月-)
- NAKED meets 二条城 2025 桜 (京都・二条城、2025年3月-2025年4月)
- NAKED 光の神苑 平安神宮 (京都・平安神宮、2024年12月-2025年1月)
- NAKED CITY LIGHT FANTASIA 2024 －Go Around OSAKA－ (大阪・あべのハルカス、2024年11月-)
- NAKED松島・国宝 瑞巌寺-秋の夜間参拝- (宮城・瑞巌寺、2024年11月)
- NAKED夜さんぽ™ 比叡山坂本 (滋賀・比叡山延暦寺、2024年11月-2024年12月)
- NAKED夜さんぽ™ 石川・那谷寺 (石川・那谷寺、2024年10月-2024年11月)
- 本丸御殿公開記念 NAKED meets 二条城 2024 秋の豊穣祭 (京都・二条城、2024年10月-2024年12月)
- NAKED 光の西本願寺2024 (京都・西本願寺、2024年10月)
- 華と光の東本願寺 秋の特別拝観 (京都・東本願寺、2024年10月-)
- 京都競馬場Presents AUTUMN FLOWERS ROAD (京都・円山公園、2024年10月)
- NAKED “OMATSURI” (東京・丸ビル7Fの丸ビルホール、2024年7月-2024年8月)
- NAKED夏まつり2024 世界遺産・二条城 (京都・二条城、2024年7月-2024年8月)
- NAKED彦根まつり 2024 桜 (滋賀・彦根、2024年3月)
- OSAKA光のルネサンス2023 (大阪・大阪市中央公会堂、2023年12月)
- ウポポイナイトミュージアム (北海道・国立アイヌ民族博物館、2023年12月-2024年2月)
- NAKED Flower Universe (広島・国営備北丘陵公園、2023年11月-2024年1月)
- NAKED紅葉の新宿御苑2023 (新宿・新宿御苑、2023年11月-2023年12月)

主な常設展示
- アートテラスラウンジ「NIWA」(京都駅ビル7階 東広場)-公式サイト
- TREE by NAKED yoyogi park (東京都渋谷区富ヶ谷1-10-2)-公式サイト
- TREE by NAKED meiji park (東京都渋谷区神宮前2-2-39 THE COURT 神宮外苑 1F)-公式Instagram
- HELLO KITTY SMILE (淡路・AWAJI HELLO KITTY APPLE LAND)
- TOKYO TOWER CITY LIGHT FANTASIA (東京・東京タワー)
- NAKED FLOWER AQUARIUM (品川・アクアパーク品川)
- NAKED花景色 (浅草・浅草花やしき)
- 中部電力 MIRAI TOWER (名古屋・中部電力 MIRAI TOWER)
- 光のファンタジアシティ (長崎・ハウステンボス)
- NAKED FLOWERS FOR YOU (有楽町・有楽町マルイ、2022年3月-2025年現在  終了)

海外での主な期間展示
- NAKED OCEAN (マカオ・グランド リスボア パレス マカオ、2024年12月-2025年3月)
- NAKED FLOWERS (北京・遇見博物館 北京798館、2024年11月-2025年2月)
- NAKED FLOWERS 花舞光影展・香港站 (香港・九龍、2024年4月-2024年10月)

海外での主な常設展示
- XploreRide (ハワイ、)
- The Hidden Forest (シンガポール・ガーデンズ・バイ・ザ・ベイ、2024年6月-)
- Xpark meets NAKED -Ocean of Light 潛浸海洋- (台湾 2025年6月-)

## 本社・日本国外オフィス・拠点など

### 本社
- 〒151-0062 東京都渋谷区元代々木町25-8

### 支社
- NAKED Shanghai - 1710 Hongqiao Tiandu, No.227 Zunyi Road, Changning District, Shanghai, China, 200051
- NAKED L.A. - 9107 Wilshire Blvd,Suite 450 Beverly Hills, CA 90210, USA

### ブランチ
- NAKED Okinawa - 3-234 Miyagi, Chatan, Nakagami-gun, Okinawa 904-0113, JAPAN
- NAKED Honolulu - 1030 Aoloa PL, 212A Kailua HI 96734

## 関連企業
- グローブ・エモーションズ株式会社 (〒102-0083 東京都千代田区麹町1-7 相互半蔵門ビルディング10F)
- 株式会社WIZKID (〒151-0062 東京都渋谷区元代々木町25-8)
- 株式会社9STORIES (〒151-0062 東京都渋谷区元代々木町２２-３)